# Swatki
Swatki (biał. Сваткі; ros. Сватки) – agromiasteczko na Białorusi, w obwodzie mińskim, w rejonie miadzielskim, w sielsowiecie Swatki.

## Historia
W czasach zaborów wieś w granicach Imperium Rosyjskiego.
W dwudziestoleciu międzywojennym wieś i osada leżała w Polsce, w województwie wileńskim, w powiecie duniłowickim (od 1926 postawskim), w gminie Miadzioł.
Według Powszechnego Spisu Ludności z 1921 roku zamieszkiwało wieś 227 osób, 1 była wyznania rzymskokatolickiego, 220 prawosławnego a 6 mojżeszowego. Jednocześnie wszyscy mieszkańcy zadeklarowali białoruską przynależność narodową. Były tu 44 budynki mieszkalne. Osadę zamieszkiwało 17 osób, wszystkie były wyznania prawosławnego. 13 mieszkańców zadeklarowało białoruską przynależność narodową a 4 inną. Były tu dwa budynki mieszkalne. W 1931 występuje już wyłącznie wieś. W 54 domach zamieszkiwało 271 osób.
Osada znajdowała się na prawym brzegu Uźlanki.
Wierni należeli do parafii rzymskokatolickiej w m. Miadzioł i miejscowej prawosławnej. Miejscowość podlegała pod Sąd Grodzki w Miadziole i Okręgowy w Wilnie; właściwy urząd pocztowy mieścił się w Miadziole.
W 1938 roku miejscowość należała do gromady Swatki gminy Miadzioł.
Po agresji ZSRR na Polskę w 1939 roku wieś znalazła się w granicach BSRR. W latach 1941–1944 była pod okupacją niemiecką. Następnie leżała w BSRR. Od 1991 roku w Republice Białorusi.
Miejscowość obecnie jest siedzibą sielsowietu Swatki.